# Philocaenus levis
Philocaenus levis är en stekelart som först beskrevs av James Waterston 1920.  Philocaenus levis ingår i släktet Philocaenus och familjen fikonsteklar. Inga underarter finns listade i Catalogue of Life.